# Hierodula coarctata
Hierodula coarctata es una especie de mantis de la familia Mantidae.

## Distribución geográfica
Se encuentra en la India, Java, Nepal y Pakistán.